# Haeckel's Tale
Haeckel's Tale (Brasil: A Terrível História de Haeckel ) é o décimo segundo episódio da primeira temporada da série televisiva Masters of Horror. Estreou na América do Norte em 27 de janeiro de 2006. Primeiramente George A. Romero deveria dirigir o episódio, mas foi substituído por John McNaughton devido a um problema de programação.

## Sinopse
Baseado no conto de Clive Barker, este filme de terror picante conta a terrível história de Haeckel, um jovem estudante de medicina que acredita ser capaz de ressuscitar os mortos. Perdido numa noite chuvosa, próximo a um cemitério, Haeckel encontra um velho sinistro que lhe oferece abrigo, junto a sua jovem esposa. Quando ela sai para a sombria floresta que cerca a cabana, Haeckel recebe a instrução de não segui-la, haja o que houver. Mas ouvindo gemidos e urros sombrios, Haeckel desobedece o seu anfitrião e se torna parte de uma terrível orgia de zumbis.

## Elenco
- Gerard Plunkett .... Dr. Hauser
- Steve Bacic .... John Ralston
- Derek Cecil .... Ernst Haeckel
- Pablo Coffey .... Chester
- Christopher DeLisle .... Elise's Dead Husband
- Micki Maunsell .... Miz Carnation
- Tom McBeath .... Wolfram
- Elizabeth McQuade .... Young Woman
- Jill Morrison .... Rachel
- Jon Polito .... Montesquino
- Leela Savasta .... Elise Wolfram